# Berthold Maurenbrecher
Berthold Maurenbrecher, född den 15 juni 1868 i Dorpat, död den 2 december 1943 i München, var en tysk klassisk filolog. Han var son till Wilhelm Maurenbrecher och bror till Max Maurenbrecher.
Maurenbrecher blev 1891 assistent vid universitetsbiblioteket i Leipzig, 1894 privatdocent i Halle och 1906 redaktör för samlingsverket Thesaurus Linguae Latinae, en post han lämnade 1913. Han var då titulärprofessor, men blev samma år extra ordinarie professor vid universitetet i München. Bland hans skrifter märks bland andra Sallustii Crispi reliquios (2 band, 1891–1893) och Forschungen zur lateinischen Sprachgeschichte und Metrik (I, 1899).